# Une fille perdue (film)
Ne pas confondre avec la nouvelle de Jack London Une fille perdue et le film français de 1954 La Fille perdue.
Pour plus de détails, voir Fiche technique et Distribution.
Une fille perdue (That Brennan Girl) est un film américain réalisé par Alfred Santell (son dernier tournage), sorti en 1946.

## Synopsis
En 1938, Natalie Brennan et sa fille Ziggy (qu'elle fait passer pour sa sœur) séduisent les hommes pour les voler. Ziggy rencontre un arnaqueur, Denny Reagan, ainsi que le jeune soldat Mart Neilson. Elle épouse bientôt ce dernier qui meurt peu après à la guerre, la laissant enceinte. Installée dans une pension de famille, elle continue à sortir et à rencontrer des hommes, abandonnant presque son enfant. Sur le témoignage accablant de sa logeuse, Mme Merryman, le bébé est placé dans un orphelinat. En 1946, Ziggy retrouve Denny, dans l'intervalle emprisonné et désormais libéré, devenu un autre homme. Tous deux demandent au tribunal une chance de fonder une famille et d'élever ensemble l'enfant...  

## Fiche technique
- Titre : Une fille perdue
- Titre original : That Brennan Girl
- Titre original alternatif : Tough Girl
- Réalisateur et producteur : Alfred Santell
- Scénario : Doris Anderson, d'après une histoire d'Adela Rogers St. Johns
- Musique : George Antheil
- Musique additionnelle et orchestrations : Ernest Gold et Nathan Scott (non crédités)
- Directeur de la photographie : Jack Marta
- Direction artistique : James Sullivan et Russell Kimball (non crédité)
- Décors de plateau : John McCarthy Jr. et Otto Siegel
- Costumes : Adele Palmer
- Montage : Arthur Roberts
- Société de production et de distribution : Republic Pictures
- Genre : Drame
- Noir et blanc - 95 min
- Dates de sortie :
  - États-Unis : 23 décembre 1946
  - France : 18 janvier 1950 (Nice) ; 7 juin 1950 (Paris)

## Distribution
- James Dunn : Denny Reagan
- Mona Freeman : Ziggy Brennan
- William Marshall : CPO Martin J. « Mart » Neilson
- June Duprez : Natalie Brennan
- Frank Jenks : Joe
- Dorothy Vaughan : Mme Reagan
- Charles Arnt : Fred
- Rosalind Ivan : Mme Merryman
- Fay Helm : Helen
- Bill Kennedy : Arthur
- Connie Leon : Mlle Jane
- Edythe Elliott : Mlle Unity
- Sarah Padden : Mme Graves
- Jean Stevens : Dottie
- Lucien Littlefield : le fleuriste
- Marion Martin : Marion

Et, parmi les acteurs non crédités
- Paul Harvey : le juge
- Louis Jean Heydt : Hefflin
- James Kirkwood Sr. : John Van Derwin
- Shirley Mills : Olivette
- Eva Novak : Mlle Novak
- Steve Pendleton : Ed
- Arthur Space : M. Krasman
- Josephine Whittell : Mme Van Derwin